# Gary Franken
Gary Anthony Franken (ur. 25 września 1962 w Vancouver) – kanadyjski duchowny katolicki, biskup Saint Paul w Albercie od 2022.

## Życiorys
Święcenia kapłańskie otrzymał 13 maja 1989 i został inkardynowany do archidiecezji Vancouver. Pracował głównie jako duszpasterz parafialny. W 2011 został wikariuszem biskupim ds. życia kapłańskiego, a pięć lat później objął funkcję wikariusza generalnego archidiecezji.
15 września 2022 papież Franciszek mianował go biskupem diecezjalnym Saint Paul w Albercie. Sakry udzielił mu 12 grudnia 2022 arcybiskup Richard William Smith.